# Reseavdrag
Reseavdrag är ett skatteavdrag för resor till och från arbetet och för tjänsteresor som finns i en del länder. Hur reseavdragen är utformade varierar från land till land. I en del länder tas hänsyn till transportslag, i andra länder är reseavdragen oberoende av transportslag. Andra faktorer som kan påverka reseavdragen är avstånd, i form av avståndsbaserat reseavdrag, och kollektivtrafik, i form av tillgång till eller tidsvinster i förhållande till denna. I en del länder finns inget reseavdrag, då kostnaden för resor till och från arbetet räknas som personliga levnadskostnader.

## Reseavdrag i olika länder

### Sverige

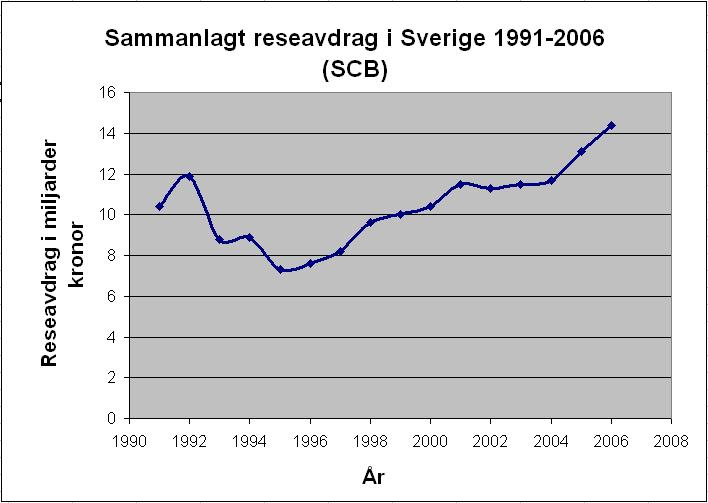
Totalt reseavdrag i Sverige 1991-2006 enligt SCB. Värdena är inte korrigerade för inflation.

Reseavdrag är i Sverige ett skatteavdrag för resor till och från arbetet och för tjänsteresor. Reseavdragets motiv är principen att man ska betala skatt för inkomsten av arbete, sedan nödvändiga utgifter för arbetet är avdragna. Man vill också skapa en rörligare arbetsmarknad, uppmuntra arbetslösa att ta arbete på längre avstånd. Reseavdraget har funnits i sin nuvarande form sedan 1958 men med mindre revideringar för att hålla kostnaden under kontroll.
Reseavdrag får göras om årsutgiften för resa överstiger 11 000 kronor. Reseavdraget beror på transportslag. Avdrag för bilresa är 18,50 kronor per mil (inkomståret 2017). Om förmånsbil nyttjas är avdraget 9,50 respektive 6,50 kronor för bensindriven respektive dieseldriven bil. Avdrag för bilresa får göras om avståndet är minst fem kilometer och man regelmässigt sparar minst två timmar sammanlagt per dag för fram- och återresan, jämfört med kollektivtrafik. Saknas allmänna kommunikationsmedel får avdrag göras om resan är längre än två kilometer oavsett tidsvinst.
Drygt en miljon svenskar gjorde reseavdrag 2006 för ett samlat belopp på drygt 14 miljarder kronor. Det genomsnittliga årliga avdraget i riket var 14 266 kronor. De flesta och största avdragen görs i grannlän till storstadsområdena.

#### Kritik mot reseavdragssystemet
Naturskyddsföreningen har kritiserat det nuvarande systemet för reseavdrag för att det ensidigt gynnar bilanvändning vid arbetspendling på långa avstånd och därmed ökar miljöpåverkan. Det påpekades bland annat att det är svårt att få avdrag för arbetsresor med kollektivtrafik, att cykelavdraget bara är 250 kronor per år, samt att fusket är omfattande och systemet svårkontrollerat.

#### Undersökning av fusk
Skatteverket har gjort en undersökning av fusk med reseavdrag för taxeringsåret 2003. Undersökningen visade att fyrtiosex procent gjorde ett felaktigt reseavdrag till sin fördel och två procent till sin nackdel. Skatteverkets slutsats var att det är fråga om fusk eftersom felaktigheterna till fördel och nackdel annars borde vara ungefär lika frekventa. Det vanligaste felet är att avdrag göres för bilresor trots att tidsvinsten jämfört med kollektivtrafik är mindre än två timmar. De flesta anger dock korrekt avstånd. Kostnaden för staten beräknades till 1,4 miljarder kronor. Det konstaterades i undersökningen att det inte finns resurser att kontrollera fusket och att ett avståndsbaserat avdrag utan regler om tidsvinst och färdsätt skulle minska fusket.
Enligt en uppskattning från 2019 (baserad på ovan nämnda statistik från 2003) gjorde 46 procent av de som sökte om reseavdrag felaktigt avdrag till sin fördel, vanligen på grund av otillräcklig tidsvinst jämfört med publika färdmedel, medan 2 procent gjort fel till sin nackdel. De felaktigt utbetalda skatteavdragen uppskattas till 2,4 miljarder per år av Skatteverket, eventuellt ändå större belopp.

#### Stoppat färdmedelsneutralt system 2023 och höjning av avdraget för egen bil
För att förenkla administrationen beslutade sju av åtta riksdagspartier i juni 2022 att ett avståndsbaserat system för reseavdrag skulle införas den 1 januari 2023. Avdraget skulle inte bero av färdmedel, utan skattelättnader för arbetspendling skulle även utgå till dem som inte använder egen bil. För att stävja fusket skulle arbetsgivaren uppge personens arbetsort.
Emellertid stoppades det färdmedelsneutrala systemet av regeringen Kristersson. Liknande försök att reformera reseavdraget har gjorts sedan 1990-talet men utan att få regeringens stöd. Istället höjdes avdraget för arbetsresor enbart med egen bil inom ramen för det gamla systemet, särskilt till icke-elbilar. Beslutet beräknas minska statens skatteintäkter med 12 miljarder kronor. Förlorare på att det nya förslaget skrotades är de som arbetspendlar långa sträckor med kollektivtrafik eller samåker, och vinnare är de som åker långa sträckor med egen bil, vilket i högre grad är höginkomsttagare.

### Danmark och Norge
Danmark och Norge hade tidigare ett system liknande det i Sverige men har ändrat till ett system som är oberoende av transportslag och där avdragen enbart grundar sig på avståndet mellan hem och arbetsplats. Reformen gynnar kollektivtrafiken och har inneburit att fusket med reseavdragen i princip har upphört eftersom den nya modellen är mycket enklare att kontrollera.

### Tyskland
Tyskland har också numera ett reseavdragssystem som är oberoende av transportslag och där avdragen enbart grundar sig på avståndet mellan hem och arbetsplats. Reseavdraget är 0,30 € per kilometer avstånd, rakt av.